# Philippe Coppyn
Philippe Alexandre Jean Coppyn (Brussel, 29 mei 1796 - Elsene, 1 februari 1874) was een Belgisch senator.

## Levensloop
Coppyn was een zoon van André Coppyn en Elisabeth Lievitz. Hij trouwde achtereenvolgens met Marie Barbé en met Marie-Louis De Schepper.
Hij promoveerde tot doctor in de rechten aan de École de Droit in Brussel (1816-1817). Hij werd notaris in Brussel en doceerde het notariaat als gewoon hoogleraar aan de ULB.
In 1853 werd hij verkozen tot liberaal senator voor het arrondissement Brussel en oefende dit mandaat uit tot in 1857. 
Hij was lid van de tuchtraad van notarissen en van de onderzoekscommissie aangaande de schade aangericht door de Nederlandse troepen (1830). Hij was ook lid van de vrijmetselaarsloge Les Amis Philanthropes.